# Vườn quốc gia La Campana
Vườn quốc gia La Campana nằm ở dãy Cordillera de la Costa, phía tây bắc của Santiago, trên khu vực thuộc tỉnh Quillota, trong vùng Valparaíso, Chile. Nó có diện tích khoảng 80 kilômét vuông (31 dặm vuông Anh) và là nhà của một trong những khu rừng cọ Jubaea chilensis cuối cùng, mà trong quá khứ được phân phối rộng rãi hơn nhiều so với hiện tại.  Vườn quốc gia được đặt theo tên của Cerro La Campana, là một đỉnh núi cao 1.880 m (6.170 ft) nằm trong đó. Năm 1834, Charles Darwin đã leo lên ngọn núi này trong Chuyến đi thứ hai của tàu HMS Beagle.
Năm 1984, cùng với Khu dự trữ quốc gia Lago Peñuelas, Vườn quốc gia La Campana được công nhận như là một phần của Khu dự trữ sinh quyển La Campana-Peñuelas của UNESCO.
Vườn quốc gia này nằm trong vùng sinh thái cạn Chile Matorral với những lùm cây cọ trong thung lũng Ocoa. Các loài thực vật điển hình khác bao gồm các Boldo, Lithraea caustica, Cryptocarya alba, Crinodendron patagua, Canelo và Persea meyeniana.